# I am Error

Оригинальное использование фразы в игре Zelda II: The Adventure of Link

«I am Error» (с англ. — «Я — Эррор», дословно — «Я — Ошибка») — цитата из видеоигры Zelda II: The Adventure of Link 1987 года. Цитату произносит житель по имени Эррор в городе Руто. В оригинальной японской версии игры эта фраза звучит как Ore no na wa Erā da… (яп. オレノナハ エラー ダ… Орэ но на ха Эра: да…), что переводится как «Меня зовут Эррор…».
Широко распространено мнение, что такое неожиданное имя персонажа было шуткой программистов, поскольку в игре также есть похожий персонаж по имени Багу  (яп. バグ Bagu), что означает «программный баг». В вычислительной технике баг — это недостаток в программном коде, который может привести к ошибке. Таким образом, предполагается, что «ошибка» и «баг» образуют комическую, внутривселенскую параллель. В английской версии игры имя Erā было переведено как Error, а имя Bagu не переводилось. Поэтому многие геймеры не поняли шутку и считали, что фраза «I am Error» была либо неправильно переведена, либо неправильно написана или является сообщением об ошибке.
С тех пор эта фраза стала частью фольклора Nintendo Entertainment System и превратилась в ранний интернет-мем примерно в 2000 году. Она упоминалась в ряде игр, включая Super Paper Mario, The Binding of Isaac, Guacamelee! и Cadence of Hyrule.

## Происхождение
Игра Zelda II: The Adventure of Link была выпущена в Японии 14 января 1987 года, а на международном рынке — в конце 1988 года. Игрок управляет Линком, который путешествует по Хайрулу в попытке спасти принцессу Зельду. В начале игры Линк прибывает в город Руто, где он может войти в дом, в котором живёт бородатый мужчина в фиолетовом одеянии. Если игрок подходит к нему, тот объявляет: «I am Error» (с англ. — «Я — Эррор»).
Многие недоумевающие геймеры считали, что эта загадочная фраза — текстовая ошибка или глюк в игре, но на самом деле это не так. Эта строка является правильным английским переводом оригинального японского текста Ore no na wa Erā da… (яп. オレノナハ エラー ダ… Орэ но на ха Эра: да…), более точным переводом которого было бы «Меня зовут Эррор…». Первоначально персонаж больше ничего не говорит. Однако, когда игрок продвигается к портовому городу Мидо, один из жителей советует Линку: «Спроси Эррора из Руто о дворце». Если игрок затем вернётся к Эррору, тот даст Линку подсказку о том, как получить доступ к Островному дворцу, третьему подземелью игры.
Хотя официального объяснения происхождения персонажа Erā/Error от Nintendo не существует, широко распространено мнение, что его имя было шуткой программистов игры. Помимо Эррора, в игре также присутствует персонаж по имени Багу  (яп. バグ Bagu), что означает «[программный] баг». В вычислительной технике баг — это недостаток в программном коде, который может привести к одной или нескольким ошибкам. Bagu/Bug живёт рядом с Эррором, обитая в доме, спрятанном в лесу к югу от Руто. Эти два персонажа выглядят одинаково, за исключением того, что Эррор носит фиолетовую тунику, а Баг — красную. Поэтому предполагается, что один из разработчиков назвал одного персонажа Эррор, а другого — Баг, что привело к юмористической тематической связи во вселенной игры. Когда игра была переведена на английский язык, имя Erā было правильно переведено как Error, но имя Bagu не было переведено как Bug, что позволило обозревателю журнала Official Nintendo Magazine заключить: «На самом деле, ошибкой является Багу, потому что его имя было переведено неправильно и должно было быть Баг. Вот так».
Переводчик Клайд Манделин, работавший над переводом Mother 3, писал, что цитата «I am Error» часто ошибочно считается ошибкой перевода и даже считается «одной из самых больших ошибок перевода в ранних играх NES», хотя на самом деле это не ошибка. Ещё одно неверное представление об Эрроре заключается в том, что его имя — опечатка и должно было быть Эррол. Однако оригинальный японский текст доказывает, что это неверно. Причина, по которой эту фразу часто считают переводом или орфографической ошибкой, скорее всего, заключается в том, что многие ранние игры 1980—90-х годов, включая первую игру в серии Zelda, изобиловали неправильными переводами и некачественной английской прозой («ингриш»). Известным примером этого является фраза «All your base are belong to us» из игры Zero Wing 1989 года.

## Наследие
Примерно в 2000 году мем «I am Error» стал одним из первых интернет-мемов. По словам Бена Ху, основателя Cheezburger Inc., мем был вдохновлён успехом мема «All your base are belong to us», который вдохновил ряд мемов, основанных на «ингриш»-цитатах из старых игр, таких как «A Winner is You» из игры Pro Wrestling на NES. Считается, что шутка «All your base» появилась в 1998 году и набрала популярность в 2000—2001 годах, что даёт некоторое представление о том, когда должен был зародиться мем «I am Error».
Несмотря на то, что Error был второстепенным неигровым персонажем, он стал частью фольклора NES и упоминался в нескольких средствах массовой информации. Например, Эмили Гера из VideoGamer включила его в список «самых странных имён персонажей игр», описав его как «возможно, одного из самых известных второстепенных персонажей всех времён». GamesRadar+ включил его фразу в список 40 самых повторяемых цитат. GameSpot упомянул эту фразу в статье, посвящённой плохому переводу в видеоиграх, назвав её «странностью перевода». IGN включил его в свой список худших внутриигровых цитат под номером два. Редактор пошутил, что «тайна» Эррора «стоит в одном ряду со Снежным человеком и Лох-несским чудовищем». Бретт Стэбелл из The Escapist назвал Эррора «пионером в игровой юморологии» и использовал цитату в качестве подзаголовка для своей статьи. В рецензии Nintendo Life на Castlevania II: Simon’s Quest отмечалось, что текст игры похож на текст «I am Error», уподобляя сумбурный перевод игры этой фразе.
Примерно с 2012 по 2015 год на странице 404 сайта nintendo.co.uk было написано «I am Error» и изображён сам персонаж. На выставке E3 2014 в ходе презентации на Nintendo Treehouse игры Super Smash Bros. for Wii U после возникновения технических трудностей отображалась страница ошибки, основанная на сцене «I am Error».
Натан Алтис написал книгу I Am Error, названную в честь этого персонажа, и в которой излагается техническая история игровой системы Nintendo Entertainment System, уделяя особое внимание техническим ограничениям и тому, как они повлияли на игры. Она была издана в мае 2015 года издательством MIT Press.
Во второй день презентации Nintendo Treehouse на выставке E3 2019 был показан экран с надписью «I am Error» после кратковременного отключения электричества в Южном зале.

### Появления в других играх
В Super Paper Mario 2007 года есть битва против босса по имени Фрактейл, роботизированного дракона. В какой-то момент его взламывают, в результате чего тот произносит несколько сбивчивых фраз, в том числе «Я — Ошибка. Нажмите любую клавишу для перезапуска». Достижение в игре Guacamelee! получило название «I Am Error». В игре Zeno Clash II от 2013 года также присутствует аналогичное достижение. Цитата также используется в игре Fossil Fighters: Champions. Разработчик видеоигр Эдмунд Макмиллен поместил ссылки на эту цитату в две свои игры: Time Fcuk и The Binding of Isaac. В английской локализации игры 2017 года Splatoon 2 Жемчик, одна из ведущих внутриигрового выпуска новостей, говорит «I am Error», когда её команда «Ретро» проигрывает Сплатфест команде «Модерн» Мариши. В игре 2019 года Cadence of Hyrule, если игрок находит способ выйти за рамки мира, то сталкивается с персонажем в доме, который говорит: «I AM ERROR». При повторном разговоре с ним тот называет себя «Error Houlihan», что является отсылкой к комнате Криса Хулихана в A Link to the Past.

## Комментарии
1. ↑   Из-за нехватки места оригинальная японская версия этой строки была представлена однобайтовой катаканой, а не двухбайтовыми иероглифами Shift JIS, как полагается для стандартного японского письма.